# Gran Pampel
Il Gran Pampel è una bevanda alcoolica calda a base di rum e vino bianco, in certa misura simile al noto vin brulé. È bevanda tradizionale di gruppi speleologici e alpinistici di Trieste e provincia. L'origine di questa bevanda è al ted. Krambambuli, acquavite di Danzica: specie di ponce che generalmente si beve, dopo cena, in compagnia.

## Ingredienti e materiale necessario
Come si vedrà più avanti non è possibile, per motivi pratici, preparare meno di cinque litri di Gran Pampel, quelle che segue sono le dosi minime e possono essere aumentare a piacere mantenendo le proporzioni.
- 4 litri di vino bianco.
- 1 litro di rum creola o fantasia.
- 1 kg di frutta fresca di stagione. Solitamente mele e arance, solo tagliate, non sbucciate o lavate.
- 1 kg di zucchero.
- 50 g di burro.
- Cannella e chiodi di garofano, eventualmente altre spezie.

Sono inoltre necessarie alcune attrezzature:
- Una pentola sufficientemente capiente da contenere comodamente tutti gli ingredienti.
- Un colino a fori grossi o un grosso mestolo o un pentolino con il manico lungo senza parti in plastica.
- Un bastone di legno lungo almeno un metro e mezzo.
- Del filo di ferro non rivestito ed eventualmente delle pinze per stringerlo.
- Sono inoltre consigliati almeno due paia di guanti da lavoro in cuoio.

Il colino deve essere saldamente fissato con il filo di ferro ad una estremità del bastone, in modo da costituire una prolunga per il manico.
Per la preparazione è anche necessario un coordinatore, tradizionalmente indicato come druido e due aiutanti o (in dialetto triestino) bubez.

## Preparazione
Si versa il vino nella pentola, assieme alle spezie e alla frutta tagliata a pezzi. Poi si aprono le bottiglie di rum lasciando il tappo socchiuso e si appoggiano in piedi nella pentola possibilmente lasciando sporgere il collo e senza togliere le etichette dalle bottiglie, che dopo un po' si staccano da sole.
Si riscalda il tutto a fuoco vivace finché il vino non sia ben caldo ma senza farlo bollire.
Quando il vino è sufficientemente caldo i due aiutanti portano il pentolone all'esterno e uno di essi estrae le bottiglie di rum. Allora il druido prende in mano il colino, vi pone il burro e, tenendolo sopra il pentolone, chiede ai due aiutanti di versarci dentro alternativamente zucchero e rum e di dargli immediatamente fuoco. È opportuno iniziare versando una certa quantità di zucchero in modo che il rum non coli direttamente nella pentola.
È importante che nel colino rimanga sempre una miscela densa e infiammata di burro, rum e zucchero in modo che possa caramellare e colare direttamente nel pentolone. Se si usa un mestolo o un pentolino al posto del colino il druido deve versarne di tanto in tanto parte del contenuto all'interno del pentolone.
Dopo che il burro, il rum e lo zucchero vengono esauriti, solitamente nel giro di circa dieci minuti, il druido rimescola alcune volte il contenuto del pentolone e poi lascia che le fiamme si spengano. La tradizione vuole che a questo punto le persone presenti intonino un coro popolare.
(Canto popolare associato alla preparazione del Gran Pampel)